# Seznam hřbitovů
Seznamy hřbitovů
- Seznam hřbitovů v Brně
- Seznam hřbitovů v Česku
- Seznam hřbitovů v Českých Budějovicích
- Seznam hřbitovů v Paříži
- Seznam hřbitovů v Praze
- Seznam hřbitovů ve Středočeském kraji
- Seznam morových hřbitovů v Česku
- Seznam protestantských hřbitovů v Česku
- Seznam židovských hřbitovů v Česku